# فرودگاه داهیو تروتوود
فرودگاه داهیو تروتوود (به انگلیسی: Dahio Trotwood Airport) (به زبان بومی: Dayton-New Lebanon Airport) یک فرودگاه همگانی بهره‌برداری هوایی است که یک باند فرود آسفالت دارد و طول باند آن ۸۸۴ متر است. این فرودگاه در شهر دیتون کشور ایالات متحده آمریکا قرار دارد و در ارتفاع ۲۸۲ متری از سطح دریا واقع شده‌است.